# Egreš
Egreš (em húngaro: Szécsegres) é um município da Eslováquia, situado no distrito de Trebišov, na região de Košice. Tem 5,6 km² de área e sua população em 2018 foi estimada em 481 habitantes.

## Demografia
| Ano:        | 1994 | 2004   | 2014   | 2024   |
| ----------- | ---- | ------ | ------ | ------ |
| Broj ljudi: | 416  | 435    | 478    | 479    |
| Razlika:    |      | +4,56% | +9,88% | +0,20% |

| Ano:               | 2023 | 2024   |
| ------------------ | ---- | ------ |
| Número de pessoas: | 466  | 479    |
| Diferença:         |      | +2,78% |